# 雞頭嶼
雞頭嶼（舊名雞籠嶼或北雞籠嶼）為台灣澎湖縣白沙鄉的一個島嶼，面積約0.0012平方公里。島嶼位置在白沙鄉講美村東方900公尺處，乾潮時不可自講美踏浪抵達，但可由中屯島涉水到達。